# Stijn Vanderhaeghe
Stijn Vanderhaeghe (Ieper, 6 mei 1977) is een Belgisch journalist en publicist.

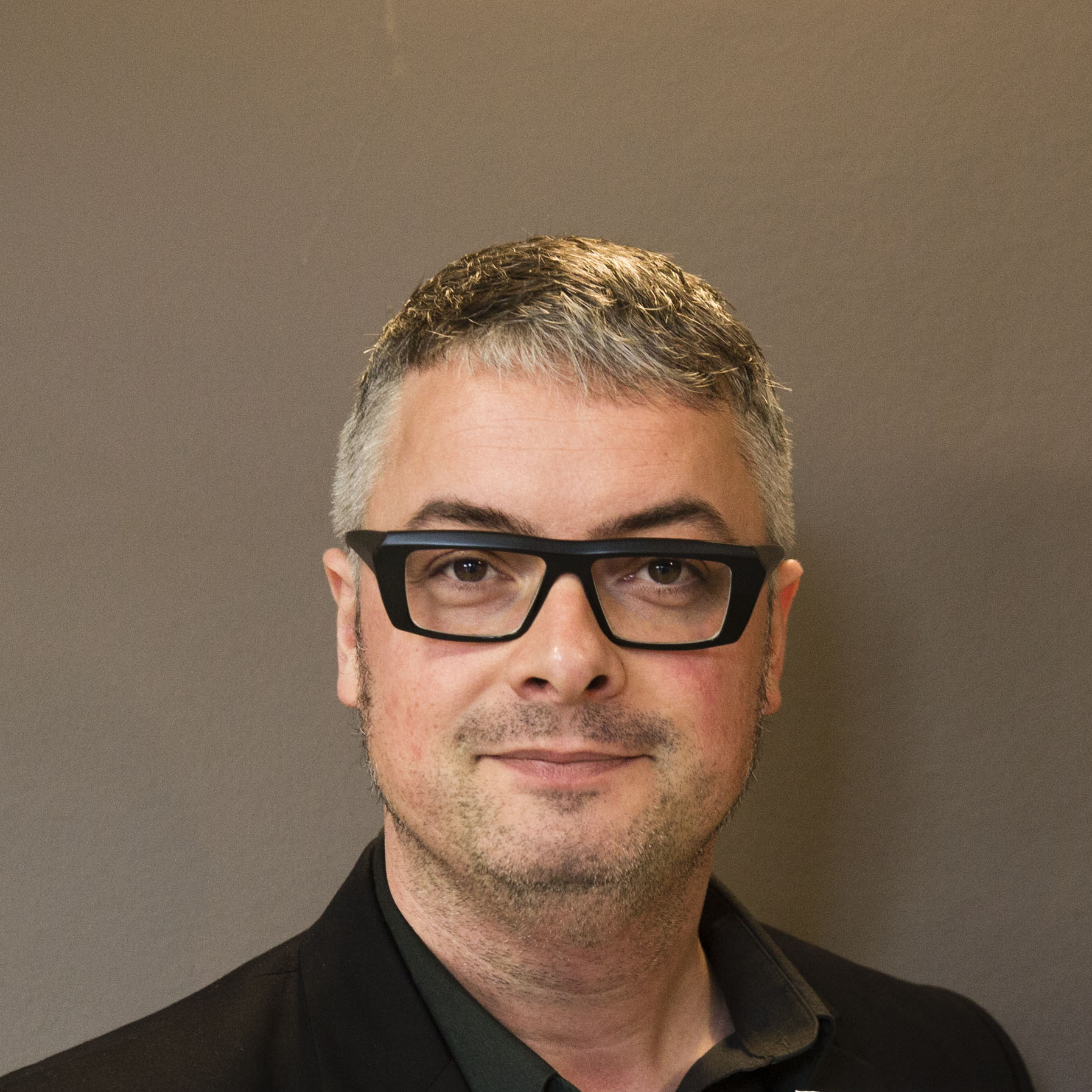
Auteur Stijn Vanderhaeghe

## Biografie
Vanderhaeghe werd geboren in Ieper, West-Vlaanderen. Hij groeide op in het nabijgelegen Langemark. Na zijn hogere studies in Gent verhuisde hij naar Itterbeek, een deelgemeente van Dilbeek in Vlaams-Brabant. Zijn journalistieke carrière begon hij midden augustus 2000 bij Het Laatste Nieuws. Begin 2008 ruilde hij de krant voor het magazine Menzo. Tegenwoordig freelancet hij voor diverse magazines en uitgeverijen.
Eind maart 2011 debuteerde hij als auteur van (sport)boeken met De Ronde, ingeleid door Hugo Camps. Een boek waarin 25 binnen- en buitenlandse koersaficionado's hun liefde betuigen voor de Ronde van Vlaanderen. Onder hen Eddy Merckx, Mart Smeets, Fabian Cancellara, Yves Leterme, Rick de Leeuw, Dimitri Verhulst, Jan Hoet, Rik Van Looy en Louis Talpe.
Ruim een jaar later verscheen met De Olympiërs 1900-2012 het tweede boek van Vanderhaeghe. Daarin blikt hij aan de hand van gesprekken met 25 (voormalige) topatleten terug op de Belgisch-olympische geschiedenis. Onder hen Axel Merckx, Gaston Roelants, Tia Hellebaut, Robert Van de Walle, Dominique Monami, Frédérik Deburghgraeve, Ingrid Berghmans, Roger Moens en Kim Gevaert.
Begin november 2012 bracht WPG Uitgevers Vanderhaeghes derde boek op de markt. In They'll Never Walk Alone getuigen 25 bekende Belgen en Nederlanders over het verlies van een naaste. Onder meer Natalia Druyts, Piet Huysentruyt, Linda Mertens, Jan Mulder, Rachel Hazes en Leo Van der Elst tonen zich openhartiger dan ooit tevoren.
In 2013 vulde Vanderhaeghe zijn voorlopig oeuvre aan met nog eens vier boeken. In Landverraad laat hij 15 (ex-)profvoetballers aan het woord over de meest woelige periode uit hun carrière: het moment waarop ze beslisten om over te stappen naar de aartsvijand. Onder andere Rob Rensenbrink, Marc Degryse, Patrick Goots, Hugo Broos, Vital Borkelmans, Gert Verheyen, Gille Van Binst en Tim Smolders komen aan bod. In dezelfde periode verscheen RSC Anderlecht, een lijvig en rijkelijk geïllustreerd boek over de geschiedenis van de gelijknamige Belgische recordkampioen met medewerking van Jan Mulder en RSCA-communicatieverantwoordelijke David Steegen. Daarna volgde Tour de France/Tour des Belges, een bundeling van de Belgische hoogte- en dieptepunten in de Ronde van Frankrijk met onder meer Freddy Maertens en Tom Boonen.
Vlak voor de 37ste Memorial Van Damme verscheen 1:43.86/Ivo Van Damme - Triomf en drama van een sportlegende. De eerste geautoriseerde biografie over het leven en de loopbaan van de betreurde topatleet Ivo Van Damme, ingeleid door atletiekkenner Ivan Sonck. Later dat jaar schreef Vanderhaeghe samen met onder meer Frank Raes, Karl Vannieuwkerke en Stefan Van Loock ook mee aan De Rode Duivels - Het officiële boek en samen met fotograaf Stephan Vanfleteren aan het monumentale MMXIV, allebei uitgegeven door Uitgeverij Kannibaal/Hannibal. Bij diezelfde uitgeverij verscheen in april 2014 het supportersboek De Rode Duivels - The Road to Brazil met teksten van Sporza-reporter Sammy Neyrinck en Stijn Vanderhaeghe.
Een maand later bracht Uitgeverij Van Halewyck zijn De geschiedenis van België in 100 objecten, figuren en momenten uit. Eind 2014 trad Vanderhaeghe in opdracht van Uitgeverij Kannibaal op als ghostwriter voor Ben Crabbés Karakters, een boek gebaseerd op het gelijknamige Canvas-programma van productiehuis deMENSEN. Hij coördineerde in diezelfde periode en schreef samen met onder meer Ann De Craemer, Kurt Van Eeghem, Luuk Gruwez, Sam Louwyck, Johny Vansevenant en Anne Provoost ook mee aan Het Zilte Westen/Op zoek naar het DNA van West-Vlaanderen uitgegeven door Uitgeverij Hannibal met een unieke pop-up-tekening gemaakt door acteur Wim Opbrouck.
Eind mei 2015 verscheen bij Houtekiet (uitgeverij) De Tijd van Groen/Als wielrennen wiskunde wordt met een voorwoord van voormalig wielercommentator Mark Vanlombeek. In zijn zestiende boek keert Vanderhaeghe terug in de tijd met de dertien nog levende Belgische winnaars van de groene trui in de Ronde van Frankrijk. Ook de eerste Belgische winnaar van le maillot vert, wijlen Stan Ockers, komt natuurlijk uitgebreid aan bod. Daarnaast zijn Rik Van Looy, Eddy Merckx, Freddy Maertens, Eddy Planckaert en Tom Boonen een paar van de opvallendste namen. Fotograaf Jeroen Hanselaer zorgde voor een reeks zwart-witportretten waarvoor de geïnterviewden poseerden in hun oorspronkelijke groene trui. De recensies waren unaniem lovend: Dit boek is geen pak papier met berekeningen of formules, wel heroïsche verhalen uit vervlogen tijden. Zoals het een wielerboek betaamt. (Friesch Dagblad) en Hoe dan ook een leerrijke publicatie. (Grinta)
Bij Uitgeverij Kannibaal verscheen begin oktober 2015 Ten Huize Planckaert met als ondertitel Avontuurlijk feesten en genieten in de Ardennen met de familie Planckaert. Inclusief haalbare recepten voor elke dag, de klassiekers met een twist uit de keuken van de Planckaerts en tips voor boeiende uitstapjes in de buurt van hun uitvalsbasis Lesterny. Met dit boek wil het gezin rond ex-wielrenner Eddy Planckaert zijn dagelijkse rijkdom met iedereen delen: achter het fornuis, voor de open haard, aan de knutseltafel, in de vrije natuur en tijdens toeristische uitstapjes. De talrijke foto's werden genomen door Séverine Lacante.
Het duurde tot midden maart 2018 vooraleer Vanderhaeghe met zijn volgende boek op de proppen kwam. Het was dan ook een huzarenstuk om de ultieme biografie van wijlen wielerheld Frank Vandenbroucke te schrijven. Voor het eerst verleenden Jean-Jacques Vandenbroucke en Chantal Vanruymbeke - de ouders van VDB, die nog steeds in Ploegsteert wonen - hun volledige medewerking aan een boek over hun veel te vroeg gestorven zoon. Het is daarmee meteen de allereerste geautoriseerde biografie over Il Bimbo d'Oro. Het boek telt liefst 304 pagina's en bevat heel wat nooit eerder verschenen foto's uit het rijke familie-archief van het gezin Vandenbroucke. Nog geen drie maanden later verscheen bij dezelfde uitgeverij "Carcasse/The Butcher's Kitchen", het tweede boek van Belgiës bekendste slager Hendrik Dierendonck waarvoor Vanderhaeghe dit keer de bijhorende teksten schreef.
In oktober 2019 - exact tien jaar na de plotse dood van wielrenner Frank Vandenbroucke - verschijnt met VDB Forever het twintigste boek van Stijn Vanderhaeghe. Het is een nooit eerder gezien 'kunstkoersboek' met als centrale figuur Frank Vandenbroucke. In totaal brengen 34 kunstenaars en 34 auteurs - één per levensjaar van VDB - op eigengereide wijze hulde aan Vandenbroucke. Daarnaast bevat het boek ook tal van portretten, landschapsfoto's, memorabilia en enkele opvallende quotes van de veelbesproken wielrenner. De fotografie is van Stefaan Temmerman. VDB Forever - uitgegeven door Lannoo bevat bijdragen van onder meer Serge Baeken, Piet Baete, Rodrigo Beenkens, Begijn Le Bleu, Fred Bervoets, Jan Bucquoy, Charel Cambré, Hugo Camps, Randall Casaer, Jan De Cock, Ann De Craemer, Geert De Kockere, Philippe Delzenne, Luc Dufourmont, Ever Meulen, Luuk Gruwez, Herr Seele, Carl Huybrechts, Maarten Inghels, Stan Lauryssens, Delphine Lecompte, Helmut Lotti, Karl Meersman, Freek Neirynck, Geert Noels, Ozark Henry, Elvis Peeters, Jos Pierreux, Matthieu Ronsse, Mart Smeets, Koen Strobbe, Caryl Strzelecki, Johan Tahon, Rik Torfs, Steve Van Bael, Christophe Vandegoor, Hans Vandekerckhove, Louis van Dievel, Jan Van Imschoot, Joris Vermassen en Bert Wagendorp.
Bij Lannoo verschijnt in december 2020 het boek Veldrijden met daarin de 100 mooiste verhalen over de cyclocross. Vanderhaeghe schreef het boek samen met onder meer Stefaan Van Laere. Dit overzichtswerk zoomt offroad in op de meest legendarische parcours, de fans met hun rubberlaarzen en bierbekers, maar vooral op de ploeterende coureurs en hun slopende strijd tegen de elementen. Het boek blikt ook terug op de kampioenschappen en dieptepunten, de epische duels en eeuwige vetes en dit aan de hand van tekenende portretten en onvergetelijke anekdotes van vroeger en vandaag.